# 8 способов как бросить дрочить
«8 способов как бросить дрочить» (цензурируется как «8 способов как бросить...») — дебютный студийный альбом украинской рок-группы Пошлая Молли, выпущенный 24 февраля 2017 года на лейбле Poshlaya Molly.

## Об альбоме
Дебютный альбом группы вышел 24 февраля 2017 года, с которого началась популярность украинской группы в сети. Об альбоме стали писать крупные издания и группы ВКонтакте, такие как MDK, «Родной звук», The Flow, «Рифмы и Панчи». В альбоме присутствует панк-кавер на группу Reflex.
9 июня 2017 года вышел единственный музыкальный видеоклип на песню «Любимая песня твоей сестры», который набрал 5,3 миллиона просмотров за 7 месяцев, и по состоянию на  декабрь 2020 года является самым популярным клипом группы, собравшим всего более 17 миллионов просмотров.

## Отзывы
Алексей Мажаев из InterMedia поставил альбому оценку 3 из 5, добавив, что альбом из серии «не слушать при родителях».
Стилистика и манера исполнения песен не то что полностью соответствуют обложке и заголовку, но и заметно превосходят их. Представьте себе голос шоумена Александра Гудкова, который, гундося и кривляясь, объявляет по телевизору выход ведущего шоу «Вечерний Ургант». Так вот, солист «Молли» Кирилл Бледный гундосит и кривляется раз в десять сильнее, в связи с чем группу совершенно невозможно воспринимать сколько-нибудь серьёзно, а прослушивание этого сорвавшегося с катушек инди- и синти-попа превращается в непростое испытание для мозга и психики.Алексей Мажаев
Онлайн-журнал Beehype поставил альбом на 11 строчку «лучших альбомов 2017 года».
Портал The Flow поместил альбом на 2 строчку «50 отечественных альбомов 2017».

## Список треков
| №                   | Название                     | Длительность |
| ------------------- | ---------------------------- | ------------ |
| 1.                  | «Любимая песня твоей сестры» | 3:08         |
| 2.                  | «Даже моя бэйби не знает»    | 3:28         |
| 3.                  | «Нон стоп»                   | 3:33         |
| 4.                  | «Ханнамонтана»               | 3:10         |
| 5.                  | «Супермаркет»                | 3:34         |
| 6.                  | «Паки пуси»                  | 2:23         |
| 7.                  | «Молли»                      | 3:49         |
| 8.                  | «Тмстс»                      | 2:40         |
| Общая длительность: | Общая длительность:          | 25:45        |